# Leucospermum lineare
Leucospermum lineare är en tvåhjärtbladig växtart som först beskrevs av Nicolaas Laurens Nicolaus Laurent Burman, och fick sitt nu gällande namn av Robert Brown. Leucospermum lineare ingår i släktet Leucospermum och familjen Proteaceae. Inga underarter finns listade i Catalogue of Life.